# Горагорское сельское поселение
Горагорское се́льское поселе́ние — муниципальное образование в Надтеречном районе Чечни Российской Федерации. 
Административный центр — посёлок Горагорский.

## История
Статус и границы сельского поселения установлены Законом Чеченской Республики от 20 февраля 2009 года № 16-РЗ «Об образовании муниципального образования Надтеречный район и муниципальных образований, входящих в его состав, установлении их границ и наделении их соответствующим статусом муниципального района и сельского поселения». В 2017 году сельскохозяйственные земли госхоза Горагорский переданы администрации п.Горагорский из состава Ингушетии площадью 20054  га, по решению суда.

## Население
| 2010  | 2012  | 2013  | 2014  | 2015  | 2016  | 2017  |
| ----- | ----- | ----- | ----- | ----- | ----- | ----- |
| 4668  | ↗4939 | ↗5089 | ↗5213 | ↗5302 | ↗5390 | ↗5415 |
| 2018  | 2019  | 2020  | 2021  | 2023  | 2024  |       |
| ↗5523 | ↗5659 | ↗5727 | ↘4746 | ↗4819 | ↗4824 |       |

## Состав сельского поселения
| № | Населённый пункт | Тип населённого пункта          | Население |
| - | ---------------- | ------------------------------- | --------- |
| 1 | Горагорский      | посёлок, административный центр | ↗4824     |